# Nicolas Martin
Nicolas Martin (* 19. April 1989 in Saint-Jean-de-Maurienne) ist ein ehemaliger französischer Nordischer Kombinierer.

## Werdegang
Martin begann seine internationale Karriere 2003 bei Junioren-Wettbewerben, bevor er ab März 2004 bei FIS-Rennen an den Start ging. Ab Januar 2007 startete er im B-Weltcup. Am 31. Januar 2009 gab Martin in Chaux-Neuve sein Debüt im Weltcup der Nordischen Kombination. Bei der Junioren-Weltmeisterschaft 2009 in Štrbské Pleso gewann er mit dem Team die Silbermedaille. Nach der Junioren-WM startete er erneut im Continentalcup sowie im Alpencup. Erst ab Dezember 2009 wurde er wieder regelmäßig im Weltcup eingesetzt und konnte dabei am 5. März 2010 in Lahti erstmals Weltcup-Punkte gewinnen, mit denen er am Ende der Saison den 64. Platz in der Weltcup-Gesamtwertung belegte.

## Statistik

### Weltcup-Platzierungen
| Saison  | Platz | Punkte |
| ------- | ----- | ------ |
| 2009/10 | 64.   | 03     |
| 2012/13 | 68.   | 01     |
| 2013/14 | 58.   | 21     |
| 2014/15 | 57.   | 13     |

### Grand-Prix-Platzierungen
| Saison | Platz | Punkte |
| ------ | ----- | ------ |
| 2014   | 35.   | 12     |